# Bożena Sędzicka
Bożena Sędzicka, z d. Wołujewicz (ur. 27 września 1957 w Koszalinie) – polska koszykarka. Trzykrotna mistrzyni Polski, dwukrotna wicemistrzyni Europy.

## Kariera sportowa
Jest wychowanką MKS Koszalin. W 1976 została zawodniczką ŁKS Łódź, z którym sięgnęła trzykrotnie po mistrzostwo Polski (1982, 1983, 1986), raz po wicemistrzostwo (1977) i sześć razy po brązowy medal mistrzostw Polski (1978, 1979, 1980, 1981, 1985, 1987). W 1987 wyjechała na trzy sezony do Francji. W sezonie 1998/1999 występowała w II-ligowym Widzewie Łódź.
W reprezentacji Polski wystąpiła w 247 spotkaniach, a jej największym sukcesem było wicemistrzostwo Europy w 1980 i 1981. Ponadto występowała jeszcze na mistrzostwach Europy w 1983 (7. miejsce), 1985 (6. miejsce) i 1987 (10. miejsce) oraz na mistrzostwach świata w 1987 (10. miejsce).
W 2005 wywalczyła mistrzostwo świata weteranów w tzw. maksibaskecie, w kategorii +40, a w 2006 wicemistrzostwo Europy w tej samej kategorii wiekowej, w 2008 wicemistrzostwo Europy w kategorii +45, w 2013 wicemistrzostwo świata w kategorii +50.
Jest starszą siostrą Małgorzaty Czerlonko.